# Парламентарни избори у Аустрији 1945.
Аустријски парламентарни избори 1945. који су одржани 25. новембра 1945. су били први слободни избори у Аустрији после Другог светског рата. Велико изненађење на изборима је било што је Комунистичка партија Аустрије (KPÖ) освојила само 4 мандата, с обзиром да је имала јаку подршку Совјетског Савеза која је имала своје војнике на истоку земље. Разлог за ово може бити у томе што комунизам није имао јаку традицију током Прве аустријске републике. Једнако изненађење је било и у томе што је новооснована Аустријска народна странка (ÖVP), који ју предводио Леополд Фигл и која је била наследник Хришћанско социјалне партије (CV) освојила највише гласова. На другом месту је била Социјалдемократска партија Аустрије (SPÖ) коју је предводио тадашњи канцелар и будући председник Аустрије Карл Ренер

## Позадина
Парламентарни избори 1945. су били укупно пети демократски избори у историји Аустрије и први после пораза нацистичке Немачке. Такође су били и први демократски избори после државног удара који је извео Енгелберт Долфус 15. марта 1933. и његове аустрофашистичке диктатуре.
После поновног успостављања независне аустријске државе, Карл Ренер је постављен за првог канцелара од стране савезничке окупаторске силе и у његовом кабинету су били представници -а, -а и -а. Нацистичкој партији (NSDAP) је било забрањено да учествује на изборима. Око 800.000 чланова бивше NSDAP је било забрањено да гласају и да буду бирани за посланике. Од 165 посланичких места колико их је било у парламенту Аустрије, 118 су били политички затвореници или чланови покрета отпора током Другог светског рата.

## Изборни резултати
Резултати парламентарних избора у Аустрији 1945.
| Аустријска народна странка ()                                           | 1.602.227 | 49,8 | 85  |
| Социјалдемократска партија Аустрије ()                                  | 1.434.898 | 44,6 | 76  |
| Комунистичка партија Аустрије ()                                        | 174.257   | 5,4  | 4   |
| Демократска партија Аустрије ()                                         | 5.972     | 0,2  | 0   |
| Неважећи листићи                                                        | 35.975    | 1,1  | -   |
| Укупно                                                                  | 3.253.329 | 100  | 165 |
| Извори: Резултати парламентарних избора у Аустрији 1945-2002, Аустрија, |           |      |     |

- Од 3.449.605 регисторваних гласача на изборе је изашло 94.31%

## Последице избора
Након што је ÖVP освојила апсолутну већину гласова Леополд Фигл је постао канцелар 20. децембра 1945. У току истог дана на његов предлог је именована нова влада, у којој се знатно смањио утицај KPÖ-а која је у новој влади имала само једног министра